# 炸土魠魚
炸土魠魚是1990年代後普及於台灣市集及澎湖販售的海鮮食品，大眾化小吃。
有歷史學者稱此種料理可能源自大航海時代當地人與荷蘭、葡萄牙、西班牙航海者的文化交流。

## 製作
- 土魠魚一般多用酒洗去土腥味，再用醋蒸使骨軟化，是一道很美味道地的台菜。雖有將土魠魚攪成魚漿裹麵粉漿油炸，炸成魚酥塊，隨即可食用。